# نظام تعزيز خصائص المناورة

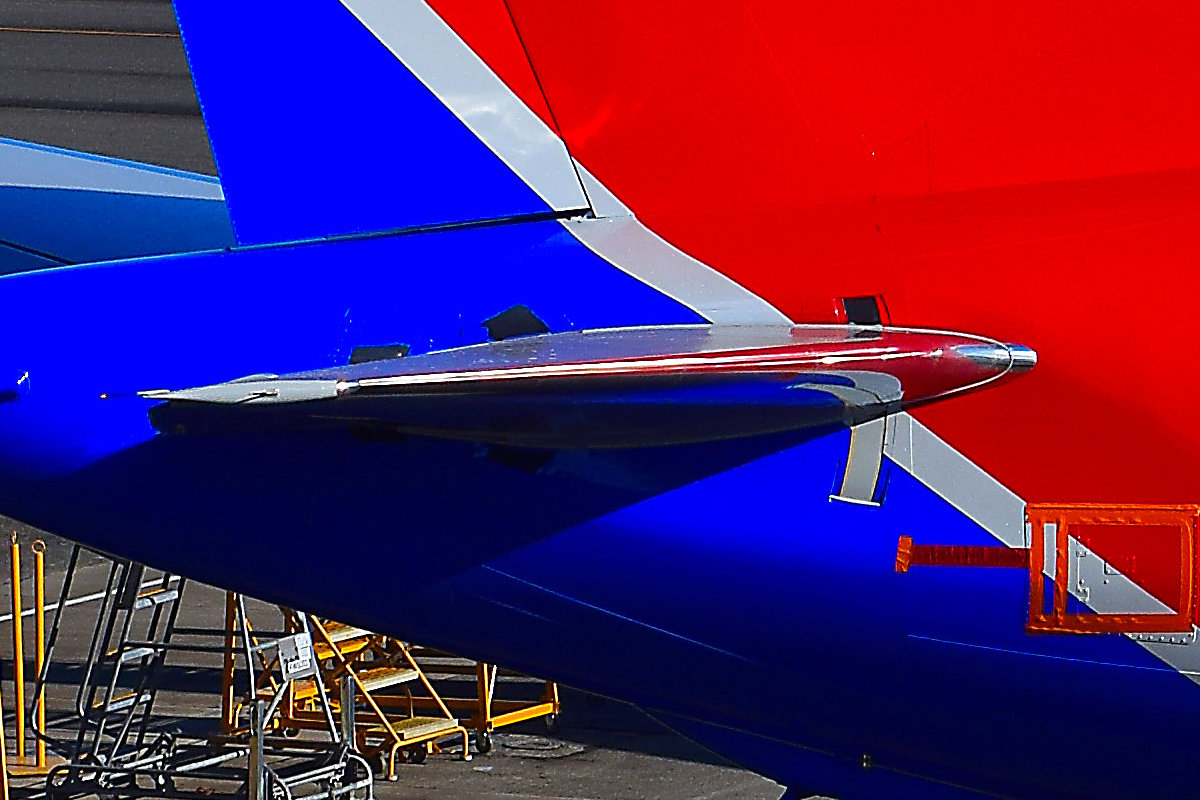
مثبت أفقي متحرك لطراز بوينغ 737 ماكس

نظام تعزيز خصائص المناورة (Maneuvering Characteristics Augmentation System) اختصاراً «ماكاس» (MCAS) هو برنامج استقرار طيران طورته شركة بوينغ اشتهر بدوره في حادثين مميتين لطائرة 737 ماكس، مما أسفر عن مقتل جميع الركاب وأفراد الطاقم في كلتا الرحلتين، 346 شخصًا في المجموع. تم استخدام ماكاس لأول مرة على طائرة التزود بالوقود جوا العسكرية بوينغ كيه سي-46 بيغاسوس لموازنة أحمال الوقود، لكن الطائرة، التي كانت تعتمد على بوينغ 767، سمحت للطيارين بتولي السيطرة على الطائرة.
في بوينغ 737 ماكس، كان الهدف من ماكاس هو محاكاة سلوك الطيران للجيل السابق من السلسلة، بوينغ 737 إن جي. خلال اختبارات طيران ماكس، اكتشفت شركة بوينغ أن موضع المحركات وحجمها الأكبر يميلان إلى دفع الأنف أثناء مناورات معينة. قرر المهندسون استخدام ماكاس لمواجهة هذا الاتجاه، نظرًا لأن إعادة التصميم الهيكلي الرئيسية كان من الممكن أن تكون باهظة الثمن وتستغرق وقتًا طويلاً. كان هدف شركة بوينغ هو الحصول على شهادة لطائرة بوينغ737 ماكس كإصدار آخر من طراز 737، الأمر الذي من شأنه أن يروق لشركات الطيران ذات التكلفة المنخفضة لتدريب الطيارين. وافقت إدارة الطيران الفيدرالية (FAA) على طلب بوينغ لإزالة وصف ماكاس من دليل الطائرة، تاركًا الطيارين غير مدركين للنظام عندما دخلت الطائرة الخدمة في عام 2017.
بعد تحطم طائرة ليون إير الرحلة 610 في عام 2018، لم تكشف شركة بوينغ وإدارة الطيران الفيدرالية (FAA) عن ماكاس، واحالة الطيارين إلى إجراء قائمة مراجعة منقحة يجب إجراؤها في حالة حدوث عطل. تلقت بوينغ بعد ذلك العديد من الطلبات للحصول على مزيد من المعلومات وكشفت عن وجود ماكاس في رسالة أخرى، وأنه يمكن أن تتدخل دون إدخال الطيار. وفقًا لشركة بوينغ، كان من المفترض أن يعوض ماكاس عن زاوية الأنف المرتفع الزائدة عن طريق ضبط المثبت الأفقي قبل أن تنهار سرعة الطائرة. ونفت بوينغ أن ماكاس كان نظامًا مضادًا للانهيار، وشددت على أنه يهدف إلى تحسين التعامل مع الطائرة.
بعد الحادث الثاني، رحلة الخطوط الجوية الإثيوبية 302 في عام 2019، ذكرت السلطات الإثيوبية أن الإجراء لم يمكّن الطاقم من منع وقوع الحادث، الذي وقع أثناء تطوير إصلاح ماكاس. اعترفت بوينغ بأن ماكاس لعب دورًا في كلا الحادثين، عندما تصرف النظام بناءً على بيانات خاطئة من مستشعر واحد فقط لزاوية المواجهة (AoA). في أوائل عام 2020، قامت إدارة الطيران الفيدرالية (FAA) وكندا للنقل ووكالة سلامة الطيران التابعة للاتحاد الأوروبي (اياسا) بتقييم نتائج اختبارات الطيران مع تعطيل ماكاس، واقترحت أن 737 ماكس قد لا تحتاج إلى ماكاس لتتوافق مع معايير الاعتماد.
في أواخر عام 2020، وافق توجيه صلاحية الطيران الصادر من إدارة الطيران الفيدرالية (FAA) على تغييرات التصميم لكل طائرات ماكس، والتي من شأنها منع تنشيط ماكاس ما لم يسجل كلا مستشعري زاوية المواجهة (AoA) قراءات مماثلة، ويقضي على قدرة ماكاس على التنشيط بشكل متكرر، ويسمح للطيارين بتجاوز النظام إذا لزم الأمر. بدأت إدارة الطيران الفيدرالية تطلب من جميع طياري ماكس الخضوع للتدريب المرتبط بـ ماكاس في محاكيات الطيران بحلول عام 2021.

## خلفية

يستخدم ماكس مثبتًا قابلًا للضبط، يتم تحريكه بواسطة لولب رافعة، لتوفير قوى تقليم الخَطَران المطلوبة. المثبت العام موضح.

في الستينيات، تم تركيب نظام أساسي للتحكم في الخَطَران لتجنب المماطلة في طائرة بوينغ 707. تم نشر ماكاس الحديثة المطبقة بالبرمجيات على ناقلة القوات الجوية بوينغ كيه سي-46 بيغاسوس.
استخدمت طائرة بوينغ 737-100 و -200 الأصلية محرك برات آند ويتني جيه تي 8 دي الطويل والضيق، والذي يتناسب تمامًا مع الجناح ويسمح بخلوص أرضي منخفض نسبيًا. في أواخر الستينيات، عندما تم طرح الطائرة، كان تصميمها المنخفض إلى الأرض مفيدًا، مما سمح بركوب أسهل من السلم الجوي الاختياري على متن الطائرة وتحميل الأمتعة يدويًا في الحجوزات. ولكن مع تحديث المطارات بجسور نفاثة ومناولة أمتعة ميكانيكية، كان التصميم أقل أهمية، وسيثبت الخلوص الأرضي المنخفض أنه قَيَّدَ التصميم لمهندسي بوينغ.
بالنسبة لمتغيرات بوينغ 737 كلاسيك وبوينغ 737 الجيل القادم، تحولت بوينغ إلى محرك سي اف ام 56، والذي كان محركًا توربينيًا أكثر فاعلية للتجاوز العالي، ولكنه كان بالتالي أكبر بكثير من حيث المحيط. نظرًا لأن أجنحة 737 كانت أقرب إلى الأرض مما كانت عليه في التطبيقات السابقة لـمحرك سي اف ام 56، فقد تم إجراء العديد من التعديلات بما في ذلك تركيب المحرك أمام الجناح وتركيب ملحقات المحرك على الجانبين، مما يمنح المحرك شكلًا مميزًا ذو قاع مسطح. هذه التعديلات حدت أيضًا من نسبة التجاوز مقارنة بإصدارات محرك سي اف ام 56 المستخدمة في الطائرات الأخرى.
في عام 2013، قدمت شركة سي اف ام سلسلة محركات ليب الخاصة بها والتي كانت أكثر كفاءة بنسبة 16٪ باستخدام نسب تجاوز أعلى. ولتمكينه من أن يتم تركيبه على الـ737، تم توصيل المحرك بعمود يبقيه إلى الأمام بعيدًا عن الجناح وأعلى من الأرض.
أدى تركيب المحرك الجديد إلى تغيير خصائص التعامل مع الطائرات. لجعل الـ737 ماكس تؤدي أداءً مشابهًا لسابقتها المباشرة 737إن جي، أضافت بوينغ قانون التحكم في طيران (Maneuvering Characteristics Augmentation System - MCAS). عندما يُشِيرُ مستشعر واحد لزاوية المواجهة (AoA) إلى أن الزاوية عالية جدًا، فإن «ماكاس» سيقلل تقليم المثبت الأفقي في اتجاه أنف الطائرة للأسفل. كان هذا ضروريًا لتلبية الهدف الداخلي لشركة بوينغ المتمثل في تقليل متطلبات التدريب للطيارين المؤهلين بالفعل على الـ737إن جي. ومع ذلك، كان من الممكن أن يفي ماكس بمعايير الشهادة حتى بدون «ماكاس»، وفقًا لكل من إدارة الطيران الفيدرالية (FAA) واياسا. تم حذف وجود «ماكاس» في بوينغ 737 ماكس عن قصد من كتيب الطيار.

## دور «ماكاس» في الحوادث

بيانات تتبع ليون إير الرحلة 610 من Flightradar24

السرعات الجوية العمودية لطائرة بوينغ 737 ماكس 8 المتورطة في تحطم ليون إير الرحلة 610 و ET 302

بالنسبة لرحلتي الخطوط الجوية الإثيوبية الرحلة 302 وليون إير الرحلة 610، قرر المحققون أن «ماكاس» قد تم تشغيله من خلال مدخلات زاوية المواجهة (AoA) عالية كاذبة، كما لو كانت الطائرة قد ارتفعت بشكل مفرط. في كلتا الرحلتين، بعد وقت قصير من الإقلاع، شغّلت «ماكاس» مرارًا وتكرارًا محرك تقليم الموازن الأفقي لدفع مقدمة الطائرة لأسفل. وأظهرت بيانات الأقمار الصناعية للرحلات الجوية أن الطائرات تكافح من أجل الارتفاع. أبلغ الطيارون عن صعوبة السيطرة على الطائرة وطلبوا العودة إلى المطار. تم العثور على تنفيذ «ماكاس» لتعطيل عمليات الطيار الآلي.
في 11 مارس 2019، بعد أن أوقفت الصين الطائرة، نشرت بوينغ بعض التفاصيل حول متطلبات النظام الجديدة لبرنامج «ماكاس» وشاشات عرض قمرة القيادة، والتي بدأت في تنفيذها في أعقاب الحادث السابق قبل خمسة أشهر:
- إذا اختلفت مستشعرات زاوية المواجهة (AoA) مع القلابات المسحوبة، فلن يتم تنشيط «ماكاس» وسوف ينبه مؤشر الطيارين.
- إذا تم تنشيط «ماكاس» في ظروف غير عادية، فسوف «توفر مدخلاً واحدًا لكل حدث زاوية المواجهة (AoA) مرتفع.»
- سيتمكن طاقم الرحلة من مواجهة «ماكاس» من خلال التراجع بعصا التحكم.

في 27 مارس، أدلى دانييل إيلويل، القائم بأعمال مدير إدارة الطيران الفيدرالية، بشهادته أمام لجنة مجلس الشيوخ للتجارة والعلوم والنقل، قائلاً إنه في 21 يناير، «قدمت بوينغ تحسينًا مقترحًا لبرنامج «ماكاس» إلى إدارة الطيران الفيدرالية (FAA) للحصول على الشهادة... اختبرت إدارة الطيران الفيدرالية (FAA) هذا التحسين لنظام التحكم في الطيران لـ 737 ماكس في كل من جهاز المحاكاة والطائرة. الاختبار، الذي تم إجراؤه بواسطة مهندسي اختبار الطيران التابع لـ إدارة الطيران الفيدرالية (FAA) وطياري اختبار الطيران، شمل حالات التوقف الديناميكي الهوائي وإجراءات الاسترداد.»  بعد سلسلة من التأخيرات، تم إصدار برنامج «ماكاس» المحدث إلى إدارة الطيران الفيدرالية في مايو 2019. في 16 مايو، أعلنت شركة بوينغ أن تحديث البرنامج المكتمل ينتظر الموافقة من إدارة الطيران الفيدرالية (FAA). خضع برنامج الطيران لاختبار 360 ساعة على 207 رحلة. قامت بوينغ أيضًا بتحديث إجراءات الطاقم الحالية.
في 4 أبريل 2019، أقرت شركة بوينغ علنًا بأن «ماكاس» لعب دورًا في كلا الحادثين.

### الغرض من «ماكاس» ونظام تقليم المثبت
دحضت كل من إدارة الطيران الفيدرالية وبوينغ التقارير الإعلامية التي وصفت «ماكاس» بأنه نظام مضاد للمماطلة، وهو ما أكدت عليه شركة بوينغ. كان على الطائرة أن تعمل بشكل جيد في اختبار السرعة المنخفضة. تعتبر «المراجعة الفنية للسلطات المشتركة» (Joint Authorities Technical Review) أختصارا (JATR) "أنه يمكن اعتبار وظائف (STS/MCAS) وتحول إحساس الموازن (EFS) على أنها أنظمة تحديد مماطلة أو أنظمة حماية المماطلة، اعتمادًا على خصائص المماطلة الطبيعية (غير المعدلة) للطائرة".
قالت (JATR)، «استخدم «ماكاس» المثبت لتغيير إحساس قوة العمود، وليس تقليم الطائرة. هذه حالة استخدام سطح التحكم بطريقة جديدة لم تأخذها اللوائح في الحسبان مطلقًا، وكان ينبغي أن تتطلب ورقة قضية لمزيد من التحليل من قبل إدارة الطيران الفيدرالية. إذا كان الموظفون الفنيون التابعون لإدارة الطيران الفيدرالية (FAA) على دراية كاملة بتفاصيل وظيفة «ماكاس»، يعتقد فريق (JATR) أن الوكالة قد تطلب على الأرجح ورقة مشكلة لاستخدام المثبت بطريقة لم يتم استخدامها من قبل؛ هذا [ربما] حدد احتمالية أن يتغلب عامل التثبيت على الموازن.»

## وصف

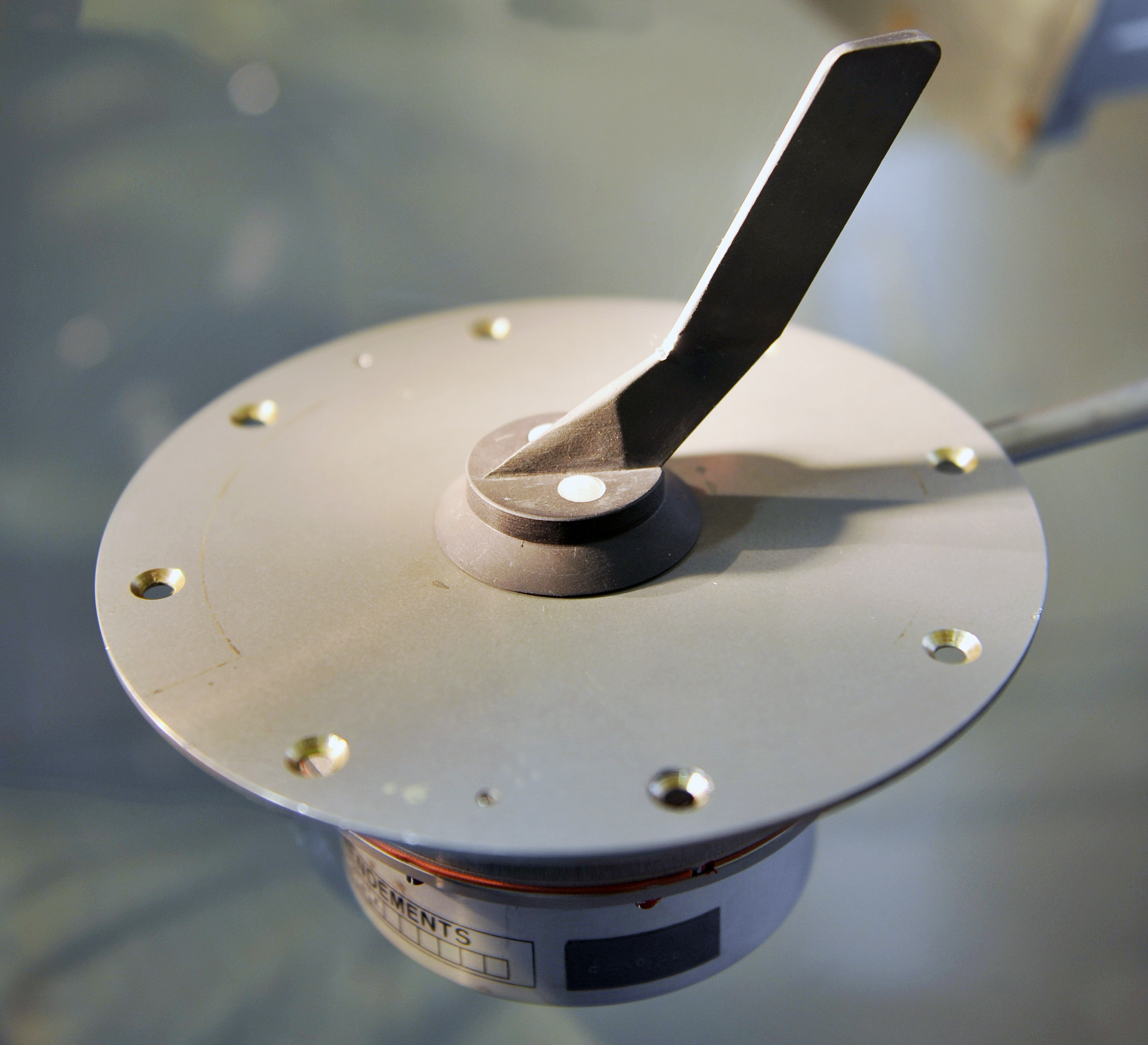
مستشعر زاوية المواجهة (AOA).

### خلفية
نظام تعزيز خصائص المناورة (MCAS) هو قانون للتحكم في الطيران مدمج في كمبيوتر التحكم في الطيران في بوينغ 737 ماكس، وهو مصمم لمساعدة الطائرة على محاكاة خصائص التعامل لطائرة بوينغ 737 نيكست جينرايشن السابقة. وفقًا لمراجعة فريق سلطات الطيران المدني الدولي (JATR) بتكليف من إدارة الطيران الفيدرالية (FAA)، قد يكون «ماكاس» عبارة عن نظام تحديد أو حماية من المماطلة، اعتمادًا على خصائص المماطلة الطبيعية (غير المعدلة) للطائرة. اعتبرت شركة بوينغ «ماكاس» جزءًا من نظام التحكم في الطيران، وتم اختيارها لعدم وصفها في دليل الطيران أو في المواد التدريبية، بناءً على فلسفة التصميم الأساسية للاحتفاظ بالقواسم المشتركة مع 737إن جي. أدى تقليل الاختلافات الوظيفية بين متغيرات طائرات بوينغ 737 ماكس ونيكست جينرايشن إلى السماح لكلا الخيارين بمشاركة نفس تصنيف النوع. وبالتالي، يمكن لشركات الطيران توفير المال من خلال توظيف وتدريب مجموعة واحدة من الطيارين للطيران على كلا النوعين من طائرات بوينغ 737 بالتبادل.
عند تنشيطه، يعمل «ماكاس» بشكل مباشر على تشغيل المثبت الأفقي، وبالتالي يكون مختلفًا عن جهاز منع التوقف، مثل عصا الدفع، التي تحرك عمود التحكم للطيار للأمام فعليًا وتشغل مصاعد الطائرة عندما تقترب الطائرة من كشك.
قال الرئيس التنفيذي السابق لشركة بوينغ دينيس مويلينبورغ «تم الإبلاغ عن ماكاس أو وصفه بأنه نظام مضاد للمماطلة، وهو ليس كذلك. إنه نظام مصمم لتوفير صفات التعامل للطيار التي تلبي تفضيلات الطيار».
تم تركيب محركات سي إف إم ليب -1بي الأكبر حجمًا في الـ737 ماكس في الأمام وأعلى من الطرازات السابقة. يساهم التأثير الديناميكي الهوائي لقمعها في ميل الطائرة إلى الظهور في زوايا مواجهة عالية (AOA). يهدف «ماكاس» إلى التعويض في مثل هذه الحالات، ونمذجة سلوك التأرجح للنماذج السابقة، وتلبية متطلبات شهادة معينة، من أجل تعزيز خصائص التعامل وبالتالي تقليل الحاجة إلى إعادة تدريب تجريبية كبيرة.
تم بناء كود البرنامج لوظيفة «ماكاس» والكمبيوتر الخاص بتنفيذ البرنامج وفقًا لمواصفات بوينغ بواسطة كولينز ايروسبيس، المعروفة سابقًا باسم روكويل كولينز.
كإجراء تصحيحي آلي، تم منح «ماكاس» السلطة الكاملة لخفض مقدمة الطائرة، ولا يمكن تجاوزها بمقاومة الطيار ضد عجلة التحكم كما في الإصدارات السابقة من 737. في أعقاب حادثة ليون إير، أصدرت بوينغ نشرة دليل العمليات (OMB) في 6 نوفمبر 2018، لتوضيح المؤشرات والتأثيرات العديدة الناتجة عن بيانات (AoA) الخاطئة وتقديم تعليمات لإيقاف تشغيل نظام التقليم (Trim) الميكانيكي لما تبقى من الرحلة، وقصها يدويًا بدلاً من ذلك. حتى استكملت بوينغ الكتيبات والتدريب، لم يكن الطيارون على دراية بوجود «ماكاس» بسبب حذفها من دليل الطاقم وعدم وجود تغطية في التدريب. أعلنت شركة بوينغ لأول مرة علانية عن وجود «ماكاس» على 737 ماكس في رسالة إلى مشغلي الخطوط الجوية ومصالح الطيران الأخرى في 10 نوفمبر 2018، بعد اثني عشر يومًا من تحطم شركة ليون إير.

### هندسة السلامة والعوامل البشرية
كما هو الحال مع أي معدات أخرى على متن الطائرة، توافق إدارة الطيران الفيدرالية على «مستوى ضمان التصميم» الوظيفي المقابل لعواقب الفشل، باستخدام معايير SAE الدولية (ARP4754) و (ARP4761). تم تصنيف «ماكاس» على أنه نظام «عطل خطير» ("hazardous failure"). يتوافق هذا التصنيف مع الإخفاقات التي تسبب «انخفاض كبير في هوامش الأمان» ("a large reduction in safety margins") أو «إصابة خطيرة أو مميتة لعدد صغير نسبيًا من الركاب» ("serious or fatal injury to a relatively small number of the occupants")، ولكن لا شيء «كارثي» ("catastrophic").
تم تصميم «ماكاس» بافتراض، وافقت عليه إدارة الطيران الفيدرالية، أن الطيارين سيتفاعلون مع تنشيط غير متوقع في غضون ثلاث ثوانٍ.

## الاستعداد التكنولوجي
تصورت معلمات تصميم «ماكاس» في الأصل إجراءات تصحيحية آلية يتم اتخاذها في حالات ارتفاع (AoA) وقوى جي خارج ظروف الطيران العادية. يقوم طيارو الاختبار بشكل روتيني بدفع الطائرات إلى مثل هذه الحدود القصوى، حيث تتطلب إدارة الطيران الفيدرالية أن تعمل الطائرات على النحو المتوقع. قبل «ماكاس»، قرر طيار الاختبار راي كريغ أن الطائرة لم تطير بسلاسة، ويرجع ذلك جزئيًا إلى المحركات الأكبر. كان كريغ يفضل حلاً ديناميكيًا هوائيًا، لكن بوينغ قررت تنفيذ قانون تحكم في البرمجيات.
وفقًا لتقرير إخباري في صحيفة وول ستريت جورنال، اقترح المهندسون الذين عملوا في طائرة التزود بالوقود جوا كيه سي-46 إيه بيغاسوس، والتي تتضمن اقتراح وظيفة «ماكاس» لفريق التصميم.
مع تنفيذ «ماكاس»، قال طيار الاختبار الجديد إد ويلسون إن «ماكس لم يكن يتعامل بشكل جيد عند الاقتراب من المماطلة (الانهيار) بسرعات منخفضة» وأوصى «ماكاس» بتطبيقه عبر مجموعة أوسع من ظروف الطيران. تطلب هذا من «ماكاس» أن يعمل تحت قوى التسارع العادية، وفي سرعات التوقف، ينحرف التقليم العمودي بسرعة أكبر وإلى حد أكبر - ولكنه الآن يقرأ مستشعر (AoA) واحدًا، مما يؤدي إلى إنشاء نقطة فشل واحدة سمحت بتشغيل البيانات الخاطئة يقوم نظام «ماكاس» بتوجيه مقدمة الطائرة للأسفل وإجبار الطائرة على الغوص. قال جينكينز من صحيفة وول ستريت جورنال: «عن غير قصد، تم فتح الباب الآن لسوء سلوك النظام الخطير خلال اللحظات المزدحمة والمرهقة بعد الإقلاع مباشرة».
لم تقم إدارة الطيران الفيدرالية بإجراء تحليل سلامة على التغييرات. كانت قد وافقت بالفعل على الإصدار السابق من «ماكاس»، ولم تتطلب قواعد الوكالة منها إلقاء نظرة ثانية لأن التغييرات لم تؤثر على كيفية عمل الطائرة في المواقف القصوى.
وجدت المراجعة الفنية للسلطات المشتركة أن التكنولوجيا غير مسبوقة: «إذا كان الموظفون الفنيون التابعون لإدارة الطيران الفيدرالية على دراية تامة بتفاصيل وظيفة «ماكاس»، يعتقد فريق (JATR) أن الوكالة كانت ستطلب على الأرجح» ورقة مشكلة«(issue paper) لاستخدام المثبت بطريقة لم يتم استخدامها من قبل. استخدمت «ماكاس» المثبت لتغيير إحساس قوة العمود، وليس تقليم الطائرة. هذه حالة استخدام سطح التحكم بطريقة جديدة لم تأخذها اللوائح في الحسبان مطلقًا، وكان ينبغي أن تتطلب ورقة قضية لمزيد من التحليل من قبل إدارة الطيران الفيدرالية (FAA). إذا كانت هناك حاجة إلى ورقة مشكلة، يعتقد فريق (JATR) أنه من المحتمل أن يكون قد حدد إمكانات عامل التثبيت للتغلب على المصعد.»
في تشرين الثاني (نوفمبر) 2019، شكك جيم ماركو، مدير تكامل الطائرات وتقييم السلامة في فرع اعتماد الطائرات الوطني التابع لهيئة تنظيم النقل بكندا، في مدى استعداد «ماكاس». نظرًا لاستمرار ظهور المشكلات الجديدة، اقترح على زملائه في (FAA) و (ANAC) واياسا النظر في فوائد السلامة لإزالة «ماكاس» من ماكس.

## التدقيق

ارتفاع وسرعة ليون إير الرحلة 610

خضعت «ماكاس» للتدقيق في أعقاب التحطم المميت لرحلة ليون إير 610 ورحلة الخطوط الجوية الإثيوبية 302 بعد وقت قصير من إقلاعها. تم إيقاف أسطول طائرات بوينغ 737 ماكس العالمي من قبل جميع شركات الطيران والمشغلين، وأثير عدد من القضايا الوظيفية.
يعمل «ماكاس» على انحراف أداة التثبيت الأفقية بمقدار أربع مرات أكثر مما هو مذكور في وثيقة تحليل السلامة الأولية. نظرًا لمقدار التقليم الذي يطبقه النظام على المثبت الأفقي، فإن القوى الديناميكية الهوائية تقاوم جهد التحكم التجريبي لرفع أنف الطائرة. وطالما استمرت قراءات (AoA) الخاطئة، يمكن للطيار البشري «أن يُرهق سريعًا في محاولة سحب العمود للخلف». بالإضافة إلى ذلك، تعمل مفاتيح تقليم المثبت الأفقي الآن غرضًا مشتركًا لإيقاف تشغيل الأنظمة الآلية مثل «ماكاس» بالإضافة إلى أزرار التقليم (Trim) على المقود، بينما في طرازات 737 السابقة يمكن إيقاف تشغيل كل منها بشكل مستقل. في جلسات المحاكاة، أذهل الطيارون بالجهد الكبير اللازم لتحريك «عجلة التقليم» (trim wheel) يدويًا للخروج من وضع أنف الطائرةللأسفل عند إلغاء تنشيط مساعدة التقليم.
صرح الرئيس التنفيذي لشركة بوينغ دينيس مويلينبورغ أنه «لم يكن هناك مفاجأة، أو فجوة، أو غير معروفة هنا أو شيء ما انزلق بطريقة ما من خلال عملية التصديق.» في 29 أبريل 2019، صرح بأن تصميم الطائرة لم يكن معيبًا وكرر أنه تم تصميمها وفقًا لمعايير بوينغ. في مقابلة 29 مايو مع سي بي إس، اعترفت شركة بوينغ بأنها أخفقت في تنفيذ البرنامج وأعربت عن أسفها لضعف الاتصالات.
في 26 سبتمبر، انتقد المجلس الوطني لسلامة النقل اختبار بوينغ غير الكافي للطائرة 737 ماكس، وأشار إلى أن بوينغ قدمت افتراضات خاطئة بشأن استجابة الطيارين للتنبيهات في 737 ماكس، والتي نشأت عن تنشيط «ماكاس» بسبب إشارة خاطئة من زاوية- مستشعر المواجهة.
خلص فريق المراجعة الفنية للسلطات المشتركة (JATR)، وهو فريق بتكليف من إدارة الطيران الفيدرالية (FAA) للتحقيق في 737 ماكس، إلى أن إدارة الطيران الفيدرالية (FAA) فشلت في مراجعة «ماكاس» بشكل صحيح. فشلت شركة بوينغ في تقديم معلومات تقنية كافية ومحدثة فيما يتعلق بنظام «ماكاس» إلى إدارة الطيران الفيدرالية (FAA) أثناء عملية شهادة بوينغ 737 ماكس، ولم تقم بإجراء تحقق شامل عن طريق اختبار الإجهاد لنظام «ماكاس».
في 18 أكتوبر، سلمت شركة بوينغ مناقشة من عام 2016 بين موظفين كشفت عن مشكلات سابقة في نظام «ماكاس».
نصت إرشادات التصميم الداخلي الخاصة بشركة بوينغ والمتعلقة بتطوير 737 ماكس على أن النظام «يجب ألا يكون له أي تفاعل غير مرغوب فيه مع قيادة الطائرة» و «ألا يتدخل في عملية التعافي من الغطس». تشغيل «ماكاس» انتهك تلك.

### المجلس الوطني لسلامة النقل
في 26 سبتمبر 2019، أصدر المجلس الوطني لسلامة النقل (NTSB) نتائج مراجعته للثغرات المحتملة في تصميم واعتماد 737 ماكس. ويخلص تقرير المجلس الوطني لسلامة النقل إلى أن الافتراضات "التي استخدمتها شركة بوينغ في تقييمها للمخاطر الوظيفية لوظيفة "ماكاس" غير المرغوبة للطائرة 737 ماكس لم تنظر بشكل كافٍ وتفسر التأثير الذي يمكن أن تحدثه إنذارات وإشارات سطح الطيران المتعددة على استجابات الطيارين للمخاطر".: 8  عندما تسببت بوينغ في إدخال عنصر تثبيت يعمل على محاكاة حركة المثبت بما يتوافق مع وظيفة "ماكاس"،
لم يتم محاكاة أوضاع الفشل المحددة التي يمكن أن تؤدي إلى تنشيط "ماكاس" غير مقصود (مثل إدخال زاوية المواجهة (AoA) مرتفع خاطئ إلى "ماكاس") كجزء من اختبارات التحقق من صحة تقييم المخاطر الوظيفية. نتيجة لذلك، لم تتم محاكاة تأثيرات سطح الطيران الإضافية (مثل تنبيهات (IAS DISAGREE) و (ALT DISAGREE) وتفعيل العصا الهزاز (stick shaker) الناتجة عن نفس الفشل الأساسي (على سبيل المثال، زاوية المواجهة (AoA) الخاطئ) ولم تكن موجودة في تقرير تقييم سلامة أداة التثبيت التي تمت مراجعتها بواسطة المجلس الوطني لسلامة النقل.": 5 
شكك المجلس الوطني لسلامة النقل في الصناعة القائمة منذ فترة طويلة وممارسةإدارة الطيران الفيدرالية (FAA) المتمثلة في افتراض الاستجابات الفورية تقريبًا لطياري الاختبار المدربين تدريباً عالياً بدلاً من الطيارين من جميع مستويات الخبرة للتحقق من العوامل البشرية في سلامة الطائرات. أعرب المجلس الوطني لسلامة النقل عن مخاوفه من أن العملية المستخدمة لتقييم التصميم الأصلي بحاجة إلى تحسين لأن هذه العملية لا تزال قيد الاستخدام للتصديق على تصميمات الطائرات والأنظمة الحالية والمستقبلية. يمكن لإدارة الطيران الفيدرالية، على سبيل المثال، أخذ عينات عشوائية من مجموعات الطيارين في جميع أنحاء العالم للحصول على تقييم أكثر تمثيلا لمواقف قمرة القيادة.

## أنظمة الدعم
تركز التحديثات التي اقترحتها بوينغ في الغالب على برنامج «ماكاس». على وجه الخصوص، لم تكن هناك بيانات عامة بشأن إعادة وظيفة مفاتيح قطع الموازن إلى التكوين المسبق لـ ماكس. اقترح مهندس برمجيات مخضرم وطيار متمرس أن تغييرات البرامج قد لا تكون كافية لمواجهة وضع محرك 737 ماكس. أشارت صحيفة سياتل تايمز إلى أنه في حين أن إصلاح البرمجيات الجديد الذي اقترحته بوينغ «من المرجح أن يمنع تكرار هذا الموقف، إذا أكد التحقيق الأولي أن الطيارين الإثيوبيين قطعوا نظام التحكم الآلي في الطيران، فإن هذه لا تزال نتيجة مروعة لشركة بوينغ وإدارة الطيران الفيدرالية.. قد تشير إلى أن إجراءات الطوارئ التي وضعتها شركة بوينغ ومررتها إدارة الطيران الفيدرالية بعد تحطم طائرة ليون إير غير كافية على الإطلاق وفشلت في طاقم الرحلة الإثيوبي.»
قررت بوينغ وإدارة الطيران الفيدرالية (FAA) أن عرض زاوية المواجهة (AoA display) وضوء تعارض (AoA disagree light) يختلفان، والذي يشير إلى ما إذا كانت المستشعرات تعطي قراءات مختلفة، لم تكن ميزات مهمة للتشغيل الآمن. فرضت بوينغ رسومًا إضافية على إضافة مؤشر (AoA) إلى الشاشة الرئيسية. في نوفمبر 2017، اكتشف مهندسو بوينغ أن ضوء (AoA) القياسي لا يمكن أن يعمل بشكل مستقل بدون برنامج مؤشر (AoA) الاختياري، وهي مشكلة تؤثر على 80٪ من الأسطول العالمي الذي لم يطلب هذا الخيار. كان من المقرر أن يتزامن علاج البرنامج مع طرح 737 ماكس 10 في عام 2020، فقط ليتم تسريعها بسبب حادث ليون إير. علاوة على ذلك، لم يتم الكشف عن المشكلة لإدارة الطيران الفيدرالية إلا بعد مرور 13 شهرًا على وقوعها. على الرغم من أنه من غير الواضح ما إذا كان المؤشر قد يغير نتيجة الرحلات المشؤومة، قالت شركة أمريكان إيرلاينز إن مؤشر الاختلاف يوفر ضمانًا لاستمرار عمليات الطائرة. «كما اتضح، لم يكن هذا صحيحًا.»

## مثبت المدرج والتقليم اليدوي
في فبراير 2016، صادقت اياسا على ماكس مع توقع أن الإجراءات والتدريب التجريبي سوف يشرح بوضوح المواقف غير العادية التي نادراً ما تكون فيها عجلة التقليم (Trim) اليدوية المستخدمة مطلوبة لتقليم الطائرة، أي ضبط زاوية الأنف؛ ومع ذلك، لم يذكر دليل الرحلة الأصلي تلك المواقف. أشارت وثيقة شهادة اياسا إلى عمليات المحاكاة حيث كانت مفاتيح الإبهام الكهربائية غير فعالة لتقليم ماكس بشكل صحيح في ظل ظروف معينة. ذكرت وثيقة اياسا أنه بعد اختبار الطيران، نظرًا لأن مفاتيح الإبهام لا يمكنها دائمًا التحكم في التقليم (Trim) من تلقاء نفسها، كانت إدارة الطيران الفيدرالية قلقة بشأن ما إذا كان نظام 737 ماكس يمتثل للوائح. يحتوي دليل رحلة الخطوط الجوية الأمريكية على إشعار مشابه فيما يتعلق بمفاتيح الإبهام ولكنه لا يحدد الشروط التي قد تكون فيها الحاجة إلى العجلة اليدوية.
عندما سئل الرئيس التنفيذي لشركة بوينغ دينيس مويلينبورغ، عن عدم الكشف عن «ماكاس»، استشهد بإجراء «التثبيت الجامح» كجزء من دليل التدريب. وأضاف أن نشرة بوينغ أشارت إلى إجراءات الرحلة الحالية. تنظر شركة بوينغ إلى قائمة التحقق من «أداة التثبيت السريع» كعنصر ذاكرة للطيارين. وصف مايك سينيت، نائب الرئيس والمدير العام لشركة بوينغ (New Mid-Market Airplane (NMA)) منذ يوليو 2019، الإجراء مرارًا بأنه «عنصر ذاكرة». ومع ذلك، تعتبره بعض شركات الطيران عنصرًا للبطاقة المرجعية السريعة. أصدرت إدارة الطيران الفيدرالية (FAA) توصية حول عناصر الذاكرة في نشرة استشارية (Advisory Circular) وإجراءات التشغيل القياسية وواجبات المراقبة التجريبية لأعضاء طاقم سطح الطيران (Standard Operating Procedures and Pilot Monitoring Duties for Flight Deck Crewmembers): «يجب تجنب عناصر الذاكرة كلما أمكن ذلك. إذا كان يجب أن يتضمن الإجراء عناصر الذاكرة، فيجب تحديدها بوضوح، والتأكيد عليها في التدريب، وأقل من ثلاثة عناصر، ويجب ألا تحتوي على خطوات قرار مشروطة.»
في نوفمبر 2018، أخبرت شركة بوينغ شركات الطيران أنه لا يمكن التغلب على «ماكاس» من خلال التراجع عن عمود التحكم لإيقاف تقليم هارب كما في الجيل السابق 737. ومع ذلك، استمر الارتباك: قامت لجنة السلامة التابعة لشركة طيران أمريكية كبرى بتضليل طياريها من خلال إخبارهم أنه يمكن التغلب على «ماكاس» من خلال «تطبيق مدخلات عمود التحكم المعاكس لتنشيط مفاتيح فصل العمود». شهد الطيار السابق وخبير الطيران والسلامة في شبكة سي بي إس تشيسلي سولنبرغر، «كان المنطق هو أنه إذا تم تنشيط «ماكاس»، فيجب أن يكون ذلك بسبب الحاجة إليه، ولا ينبغي أن يوقفه التراجع عن عجلة التحكم.» في أكتوبر، كتب سولنبرغر، «لم تكن حالات الطوارئ هذه مشكلة كلاسيكية مثبتة جامحة، ولكن في البداية كحالات غامضة غير موثوق بها للسرعة الجوية والارتفاع، تخفي ماكاس.»

في شكوى قانونية ضد شركة بوينغ، صرحت جمعية رابطة طيارة خطوط ساوث ويست الجويةالغربية:
فشل «ماكاس» ليس مثل عامل الاستقرار الجامح. يحتوي جهاز التثبيت الجامح على حركة مستمرة غير موجهة للذيل، في حين أن «ماكاس» ليست مستمرة ويمكن للطيارين (نظريًا) مواجهة حركة الأنف لأسفل، وبعد ذلك تقوم «ماكاس» بتحريك ذيل الطائرة مرة أخرى. علاوة على ذلك، على عكس المثبت الهارب، يعطل «ماكاس» استجابة عمود التحكم التي اعتاد طيارو 737 عليه واعتمدوا عليه في الأجيال السابقة من طائرات 737.

### موازن قطع التبديل - إعادة التسليك

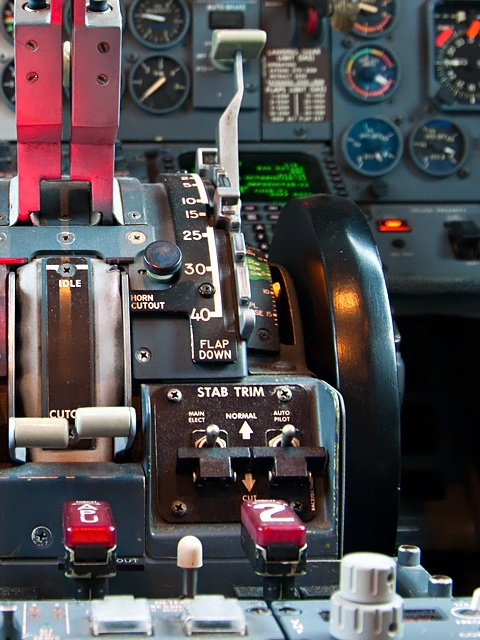
عجلة التقليم ومفاتيح التقليم (Trim) في قمرة القيادة من الجيل السابق

في مايو 2019، ذكرت صحيفة سياتل تايمز أن مفتاحي قطع الموازن، الموجودين في الكونسول الوسطي، يعملان بشكل مختلف في ماكس عن الموديل السابق 737 إن جي. في الطائرات السابقة، يقوم مفتاح قطع واحد بإلغاء تنشيط أزرار الإبهام الموجودة على مقبض التحكم الذي يستخدمه الطيارون لتحريك المثبت الأفقي؛ يقوم مفتاح التقليم (Trim) الآخر بتعطيل التحكم التلقائي في المثبت الأفقي بواسطة الطيار الآلي أو (STS/MCAS). في ماكس، يتم توصيل كلا المفتاحين بالتوازي ويقومان بنفس الوظيفة: يقومان بقطع كل الطاقة الكهربائية عن المثبت، سواء من أزرار المقرن أو من النظام التلقائي.
وبالتالي، في الطائرات السابقة، من الممكن تعطيل التحكم التلقائي في المثبت بعد استخدام مساعدة الطاقة الكهربائية عن طريق تشغيل مفاتيح المقرن. في ماكس، مع كل الطاقة التي يتم قطعها في الموازن، ليس لدى الطيارين خيار سوى استخدام عجلة التقليم (Trim) الميكانيكية في الكونسول الوسطي.
ومع ذلك، عندما يقوم الطيارون بسحب أدوات التحكم 737 لرفع مقدمة الطائرة، فإن القوى الديناميكية الهوائية على المصعد تخلق قوة معارضة، مما يشل بشكل فعال آلية الرافعة التي تحرك المثبت. يصبح من الصعب جدًا على الطيارين تسليم عجلة التقليم (Trim). تمت مواجهة المشكلة في إصدارات 737 السابقة، وتم توثيق تقنية طوارئ «السفينة الدوارة» للتعامل مع حالة الرحلة في عام 1982 للطائرة 737-200 ولكنها لم تظهر في وثائق التدريب للإصدارات اللاحقة (بما في ذلك ماكس).

### صلابة التقليم اليدوي
في أوائل الثمانينيات ، تم العثور على مشكلة في طراز 737-200. عندما يعمل المصعد لرفع أو خفض الأنف، فإنه يشكل قوة قوية على مسمار الرافعة التي تعارض أي قوة تصحيحية من أنظمة التحكم. عند محاولة تصحيح الانحراف غير المرغوب فيه باستخدام عجلة التقليم (Trim) اليدوية، أصبح بذل قوة يدوية كافية للتغلب على القوة التي يمارسها المصعد أمرًا صعبًا بشكل متزايد مع زيادة السرعة والانحراف وانحشار المسمار اللولبي في مكانه بشكل فعال.
تم تطوير حل بديل يسمى تقنية «السفينة الدوارة». على عكس الحدس، لتصحيح الانحراف المفرط الذي يتسبب في الغوص، يقوم الطيار أولاً بدفع الأنف إلى أسفل أكثر، قبل التراجع لرفع الأنف برفق مرة أخرى. خلال فترة تخفيف الارتداد هذه، يقلل انحراف المصعد أو حتى ينعكس، كما أن قوته على المسمار اللولبي تعمل بالمثل ويخفف الزخرفة اليدوية. تم تضمين الحل البديل في إجراءات الطوارئ للطيار وفي جدول التدريب.
ومع ذلك، في حين أن 737 ماكس لديها آلية رافعة مماثلة، فقد تم إسقاط تقنية «قطار الملاهي» ("roller coaster") من المعلومات التجريبية. خلال الأحداث التي أدت إلى حادثتي تحطم ماكس، منعت صلابة عجلة التقليم (Trim) اليدوية بشكل متكرر ضبط التقليم اليدوي لتصحيح ميل أسفل الأنف الناجم عن «ماكاس». تم عرض القضية على إشعار وزارة العدل للتحقيق الجنائي في تحطم 737 ماكس.
في اختبارات المحاكاة لسيناريو رحلة الخطوط الجوية الأثيوبية 302، كان «من المستحيل» تحريك «عجلة التقليم» (trim wheel) عندما يقوم أحد الطيارين غريزيًا «للسحب للأعلى» (pull up) خلال «غوص الأنف» (nosedives). يستغرق الأمر 15 لفة لتقليم الطائرة يدويًا بدرجة واحدة، وما يصل إلى 40 لفة لإعادة التقليم إلى الوضع المحايد من وضع الأنف لأسفل الناجم عن «ماكاس».

### مشغل استقرار أفقي
المثبت الأفقي مزود برافع تقليدي للتحكم في الطيران. ومع ذلك، فهي نفسها تتحرك بالكامل حول محور واحد ويمكن تقليمها لضبط زاويتها. يتم تشغيل «التقليم» (trim) عن طريق آلية رافعة.

#### قلق الانزلاق
لاحظ سيلفان ألاري وجيل بريمو، الخبراء في المثبتات الأفقية، وجود شذوذ في البيانات من مسجلات بيانات الطائرة: تحول تدريجي بمقدار 0.2 درجة من المثبت الأفقي، قبل الانهيار. يقول جيل بريمو: «قد لا يبدو الأمر كثيرًا، لكنه ترتيب من حيث الحجم أعلى مما هو مسموح به عادة عند تصميم أنظمة مثل هذه». يقولون إن الحركات يمكن ملاحظتها بسهولة، وغير مسموح بها وفقًا للائحة 395 أ. تثير هذه الحالات الشاذة أسئلة أساسية حول هذا المسمار اللولبي، الذي يتحكم في المثبت الأفقي منذ بداية طرازات 737، الذي تم اعتماده لأول مرة في عام 1967.
تظهر هذه الانزلاقات بشكل خاص في رحلة الخطوط الأثيوبية 302: «على الرغم من عدم وجود أمر» ماكاس«، وعدم وجود سيطرة على الطيارين، نرى حركة لولب الرافعة الذي يتحكم في المثبت الأفقي، نرى انزلاقًا. وفي نهاية الرحلة، يبدأ المسمار اللولبي في الانزلاق مرة أخرى مع زيادة سرعة الطائرة وغوصها»، كما يقول.
منذ تصميمها الأصلي، أصبحت 737 أثقل بنسبة 61٪، وأطول بنسبة 24٪، وأعرض بنسبة 40٪، ومحركاتها أقوى بمرتين. يشعر هؤلاء الخبراء بالقلق من احتمال زيادة الأحمال على المسمار اللولبي منذ إنشاء الموديل 737. وفقًا للوائح، يجب تصميم أدوات التحكم لـ 125٪ من الأحمال المتوقعة. أثار هؤلاء الخبراء مخاوف بشأن احتمالية ارتفاع درجة حرارة المحركات في أبريل 2019.

### التحايل على «ماكاس» لرحلات العبارات
أثناء عمليات التأريض، حلقت الرحلات الجوية الخاصة لإعادة وضع طائرات ماكس إلى مواقع التخزين، وفقًا لـ (14 CFR § 21.197)، على ارتفاع منخفض مع تمديد القلابات للتحايل على تنشيط «ماكاس»، بدلاً من استخدام إجراء الاسترداد بعد الواقعة. تتطلب مثل هذه الرحلات مؤهلاً معينًا للطيار بالإضافة إلى إذن من المنظمين المناظرين، وبدون طاقم مقصورة أو ركاب آخرين.

## زاوية المواجهة (AoA)
وفقًا للوصف الفني لشركة بوينغ: «زاوية المواجهة (AoA) هي معلمة ديناميكية هوائية تعد مفتاحًا لفهم حدود أداء الطائرة. أدت الحوادث والحوادث الأخيرة إلى برامج تدريب جديدة لطاقم الطيران، والتي بدورها أثارت الاهتمام باتفاقية الزراعة في مجال الطيران التجاري. يعد الوعي بمنطقة الزراعة أمرًا بالغ الأهمية مع اقتراب الطائرة من المماطلة». قال تشيسلي سولنبرغر إن مؤشرات (AoA) ربما تكون قد ساعدت في هذين الانهزامين. «من المفارقات أن تقيس معظم الطائرات الحديثة (زاوية المواجهة) وأن هذه المعلومات غالبًا ما تستخدم في العديد من أنظمة الطائرات، لكنها لا تُعرض على الطيارين. بدلاً من ذلك، يجب على الطيارين استنتاج (زاوية المواجهة) من معايير أخرى، واستنتاجها بشكل غير مباشر.»

### مستشعرات (AoA)
على الرغم من وجود مستشعرين في ماكس، يتم استخدام واحد منهما فقط في كل مرة لتشغيل تنشيط «ماكاس» على 737 ماكس. أي خطأ في هذا المستشعر، ربما بسبب التلف المادي، يؤدي إلى فشل نقطة واحدة: يفتقر نظام التحكم في الطيران إلى أي أساس لرفض مدخلاته باعتبارها معلومات خاطئة.
لم تعترف شركة بوينغ دائمًا بالتقارير التي تتحدث عن حدوث نقطة واحدة من الفشل. في حديثه إلى طياري أمريكان إيرلاينز، تناقض نائب رئيس شركة بوينغ مايك سينيت مع التقارير التي تفيد بأن «ماكاس» فشلت في نقطة واحدة، لأن الطيارين أنفسهم هم النسخ الاحتياطي. وقال المراسل يوسيم في صحيفة ذي أتلانتيك إن الأمر «يُظهر سوء فهم للمصطلح وانفصالًا حادًا عن ممارسة بوينغ طويلة الأمد المتمثلة في وجود نسخ احتياطية متعددة لكل نظام طيران».
تم الإبلاغ عن مشاكل في مستشعر (AoA) في أكثر من 200 تقرير عن الحوادث تم تقديمها إلى إدارة الطيران الفيدرالية (FAA)؛ ومع ذلك، لم تقم بوينغ باختبار سيناريو تتعطل فيه.
أجهزة الاستشعار نفسها تخضع للفحص. تم توفير المستشعرات على طائرة ليون الجوية من قبل شركة روسماونت ايروسبيس التابعة لشركة يونايتد تكنولوجيز.
في سبتمبر 2019، قالت اياسا إنها تفضل أجهزة استشعار (AoA) ثلاثية الزائدة عن الحاجة بدلاً من التكرار المزدوج في ترقية بوينغ المقترحة إلى ماكس. قد يكون تركيب جهاز استشعار ثالث مكلفًا ويستغرق وقتًا طويلاً. يمكن تمديد التغيير، إذا تم تكليفه، ليشمل الآلاف من طرازات 737 الأقدم في الخدمة حول العالم.
قال أندرو كورنيكي، الأستاذ السابق في جامعة إمبري ريدل للطيران، وهو خبير في أنظمة التكرار، إن التشغيل بجهاز استشعار واحد أو اثنين «سيكون جيدًا إذا تم تدريب جميع الطيارين بشكل كافٍ على كيفية تقييم الطائرة والتعامل معها في هذا الحدث. مشكلة». لكنه كان يفضل بناء الطائرة بثلاثة أجهزة استشعار، كما تفعل شركة إيرباص.

### تنبيه بعدم الموافقة على (AoA)
في نوفمبر 2017، بعد عدة أشهر من تسليم طائرات ماكس، اكتشفت شركة بوينغ أن رسالة (AoA Disagree)، والتي تشير إلى احتمال عدم تطابق أجهزة الاستشعار على شاشة عرض الرحلة الأولية، قد تم تعطيلها عن غير قصد.
قال كلينت بالوغ، الأستاذ في جامعة إمبري ريدل للطيران، بعد تحطم طائرة ليون إير: «في وقت لاحق، من الواضح أنه كان من الحكمة تضمين التحذير كمعدات قياسية وإبلاغ وتدريب مشغلي» ماكاس«بشكل كامل». وفقًا لـ (Bjorn Fehrm)، محلل الطيران والاقتصاد في (Leeham News and Analysis)، "أحد المساهمين الرئيسيين في الخسارة النهائية لـ ليون إير الرحلة 610 هو عرض رسالة (AoA Disagree) مفقود على شاشات عرض الطيارين."
اعتمد البرنامج على وجود برنامج المؤشر المرئي، وهو خيار مدفوع لم يتم تحديده من قبل معظم شركات الطيران. على سبيل المثال، اشترت شركة طيران كندا وأميركان إيرلاينز ووست جت تنبيه عدم الموافقة، في حين اشترت طيران كندا وأميركان إيرلاينز، بالإضافة إلى ذلك، مؤشر قيمة AoA، ولم يكن لدى ليون إير أي منهما. قررت شركة بوينغ أن العيب لم يكن حرجًا لسلامة الطائرات أو تشغيلها، وأيد مجلس مراجعة السلامة الداخلية (SRB) التقييم السابق لشركة بوينغ وخطتها الأولية لتحديث الطائرة في عام 2020. لم تكشف بوينغ عن الخلل لإدارة الطيران الفيدرالية حتى نوفمبر 2018، في أعقاب تحطم طائرة ليون إير. ونتيجة لذلك، أعلنت شركة ساوث ويست للطيارين أن أسطولها الكامل المكون من طائرات ماكس 8 سيحصل على ترقيات اختيارية. في مارس 2019، بعد الحادث الثاني لرحلة الخطوط الجوية الإثيوبية 302، قال ممثل شركة بوينغ لمجلة (Inc.)، "تم إبلاغ العملاء بأن تنبيه (AoA Disagree) سيصبح ميزة قياسية في 737 ماكس. يمكن تعديله على طائرات تم تسليمها مسبقًا".
في 5 مايو 2019، ذكرت صحيفة وول ستريت جورنال أن شركة بوينغ كانت على علم بالمشاكل الحالية في نظام التحكم في الطيران قبل عام من حادث ليون إير. ودافعت شركة بوينغ عن أنه «لا ضرورة لزاوية المواجهة ولا تنبيه (AoA) الرفض من أجل التشغيل الآمن للطائرة.» أدركت شركة بوينغ أن البرامج المعيبة لم يتم تنفيذها وفقًا لمواصفاتها باعتبارها «ميزة قياسية قائمة بذاتها». صرحت بوينغ «... ستشتمل طائرات إنتاج ماكس على تنبيه (AoA) غير موافق نشط وقابل للتشغيل وزاوية اختيارية لمؤشر المواجهة. سيكون لدى جميع العملاء الذين لديهم طائرات ماكس التي تم تسليمها سابقًا القدرة على تنشيط تنبيه (AoA) Disagree.» وقال مويلينبرغ الرئيس التنفيذي لشركة بوينغ إن اتصالات الشركة بشأن التحذير «لم تكن متسقة. وهذا غير مقبول.»

### مؤشر (AoA) المرئي

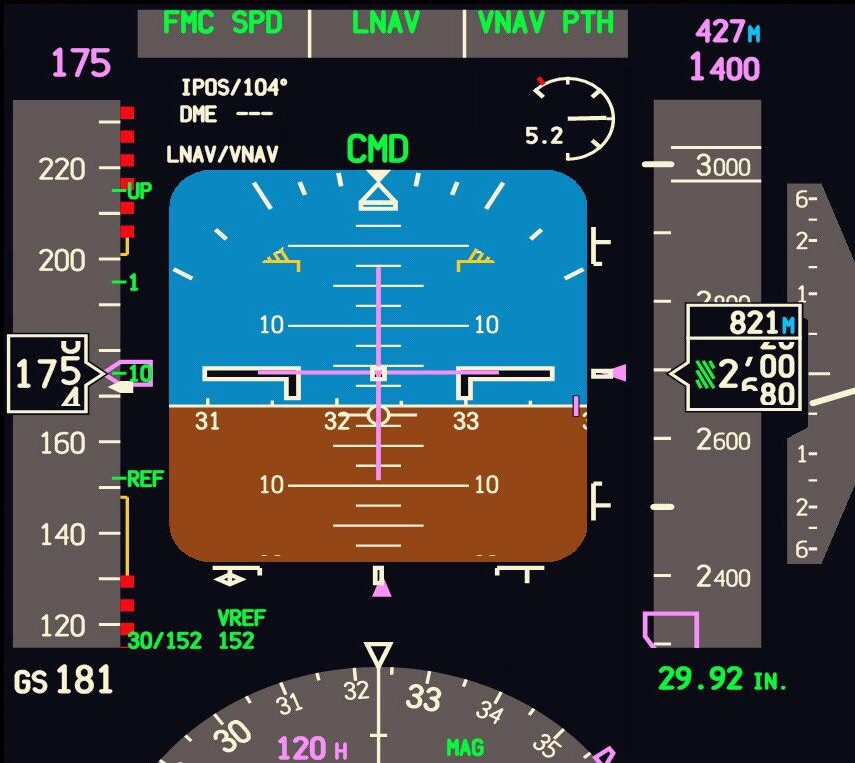
عرض الرحلة الأساسي لطائرة بوينغ 737-800 بزاوية وظيفية للمواجهة أعلى اليمين؛ سيظهر تنبيه عدم الموافقة على (AoA) كرسالة نصية.

نشرت بوينغ مقالاً في مجلة (ايرو) "Aero" حول أنظمة (AoA)، «الاستخدام التشغيلي لزاوية المواجهة على الطائرات التجارية الحديثة»:
أعلنت بوينغ عن تغيير في السياسة في الأسئلة المتداولة (FAQ) حول عمل ماكس التصحيحي، "مع تحديث البرنامج، لا يتم تحصيل رسوم من العملاء مقابل ميزة (AoA Disagree)أو اختيارهم لخيار مؤشر (AoA)."

في عام 1996، أصدر المجلس الوطني لسلامة النقل توصية السلامة (A-96-094).
إلى إدارة الطيران الفيدرالية (FAA): يتطلب من جميع طائرات فئة النقل تقديم الطيارين بمعلومات زاوية المواجهة بتنسيق مرئي، وأن تقوم جميع شركات النقل الجوي بتدريب طياريها على استخدام المعلومات للحصول على أقصى أداء ممكن لتسلق الطائرات.
ذكر المجلس الوطني لسلامة النقل أيضًا عن حادث آخر في عام 1997، أن "عرض زاوية المواجهة على سطح الطائرة كان سيحافظ على وعي طاقم الطائرة بحالة المماطلة وكان سيوفر إشارة مباشرة إلى مواقف الخَطَران المطلوبة للتعافي خلال محاولة المماطلة تسلسل الاسترداد ". كما اعتقد المجلس الوطني لسلامة النقل (NTSB) أنه ربما تم منع وقوع الحادث إذا تم تقديم إشارة مباشرة إلى (AoA) إلى طاقم الطائرة (NTSB، 1997).": 29 

## هندسة حاسوب الطيران
في أوائل أبريل 2019، أبلغت شركة بوينغ عن مشكلة في البرامج التي تؤثر على اللوحات وغيرها من أجهزة التحكم في الطيران، لا علاقة لها بـ «ماكاس»؛ تم تصنيفها على أنها ضرورية لسلامة الطيران، وقد أمرت إدارة الطيران الفيدرالية شركة بوينغ بإصلاح المشكلة في المقابل. في أكتوبر 2019، اقترحت اياسا إجراء المزيد من الاختبارات على المراجعات المقترحة لأجهزة الكمبيوتر للتحكم في الطيران بسبب مخاوفها بشأن أجزاء من الإصلاحات المقترحة لـ «ماكاس». أثبتت التغييرات اللازمة لتحسين التكرار بين جهازي التحكم في الطيران أنها أكثر تعقيدًا واستهلاكًا للوقت من الإصلاحات الخاصة بمشكلة «ماكاس» الأصلية، مما أدى إلى تأخير أي إعادة تقديم للخدمة بعد التاريخ المتوخى في الأصل.
في يناير 2020، تم اكتشاف مشكلات برمجية جديدة، مما أثر على مراقبة عملية بدء تشغيل كمبيوتر الرحلة والتحقق من الاستعداد للطيران. في أبريل 2020، حددت شركة بوينغ مخاطر جديدة حيث قد يتسبب نظام التقليم (Trim) في الهبوط عن غير قصد أثناء الرحلة أو فصل الطيار الآلي قبل الأوان.

### اختبار إجهاد المعالجات الدقيقة
تم دمج أنظمة ماكس في سطح الطيران التجريبي ("e-cab")، وهو جهاز محاكاة مصمم لتطوير ماكس. في يونيو 2019، «في جهاز محاكاة بوينغ خاص تم تصميمه للمراجعات الهندسية»، أجرى طيارو إدارة الطيران الفيدرالية (FAA) سيناريو اختبار الإجهاد – حالة غير طبيعية تم تحديدها من خلال تحليل نمط وآثار الإخفاق (FMEA) بعد تنفيذ تحديث «ماكاس» – لتقييم تأثير عطل في معالج دقيق: كما هو متوقع من السيناريو، وجه المثبت الأفقي أنف الطائرة إلى أسفل. على الرغم من أن طيار الاختبار استعاد السيطرة في النهاية، إلا أن النظام كان بطيئًا في الاستجابة لخطوات قائمة التحقق المناسبة لمثبت التثبيت السريع. صنفت شركة بوينغ هذا في البداية على أنه خطر «كبير»، وقامت إدارة الطيران الفيدرالية بترقيته إلى تصنيف «كارثي» أكثر خطورة. صرحت شركة بوينغ أنه يمكن إصلاح المشكلة في البرنامج. لن يكون تغيير البرنامج جاهزًا للتقييم حتى سبتمبر 2019 على الأقل قال مدير اياسا باتريك كي إن تعديل الأجهزة الإضافية يعد خيارًا يجب مراعاته.
قام سيناريو الاختبار بمحاكاة حدث يقوم بتبديل خمس بتات في كمبيوتر التحكم في الطيران. تمثل البتات أعلام الحالة مثل ما إذا كان «ماكاس» نشطًا، أو ما إذا كان محرك تقليم الذيل مزودًا بالطاقة. كان المهندسون قادرين على محاكاة اضطرابات حدث واحد والحث بشكل مصطنع على تنشيط «ماكاس» من خلال معالجة هذه الإشارات. يحدث هذا الخطأ عندما تتغير بتات الذاكرة من 0 إلى 1 أو العكس، وهو أمر يمكن أن يحدث بسبب اصطدام الأشعة الكونية بالمعالج الدقيق.
كان سيناريو الفشل معروفًا قبل دخول ماكس الخدمة في عام 2017: تم تقييمه في تحليل السلامة عندما تم اعتماد الطائرة. استنتجت شركة بوينغ أن الطيارين يمكنهم تنفيذ إجراء لإيقاف المحرك الذي يقود المثبت للتغلب على حركة الأنف لأسفل. يؤثر السيناريو أيضًا على طائرات 737إن جي، على الرغم من أنه يمثل مخاطرة أقل من تلك التي يتعرض لها الطراز ماكس؛ في إن جي، يؤدي تحريك عجلة التحكم إلى أي إدخال مثبت غير مطلوب، ولكن يتم تجاوز هذه الوظيفة في ماكس لتجنب إبطال الغرض من «ماكاس». وقالت بوينغ أيضًا إنها وافقت على المتطلبات الإضافية التي تطلبها إدارة الطيران الفيدرالية (FAA) الوفاء بها، وأضافت أنها تعمل على حل مخاطر السلامة. لن تقدم ماكس للحصول على الشهادة حتى يتم استيفاء جميع المتطلبات.
كانت التقارير الإخبارية المبكرة غير دقيقة في عزو المشكلة إلى معالج دقيق 80286 مغمور بالبيانات، على الرغم من أنه اعتبارًا من أبريل 2020 لا يزال القلق من أن برنامج «ماكاس» يثقل كاهل أجهزة كمبيوتر 737 ماكس.

### التكرار في الكمبيوتر
اعتبارًا من 2019، لم يقم جهازي التحكم في الطيران لطائرة بوينغ 737 بفحص عمليات بعضهما البعض؛ على سبيل المثال، كانت كل قناة واحدة غير زائدة عن الحاجة. هذا النقص في القوة موجود منذ التطبيق المبكر واستمر لعقود. سيستخدم نظام التحكم في الطيران المحدث كلاً من حواسيب التحكم في الطيران ويقارن مخرجاتهما. يعد هذا التبديل إلى نظام متكرر ثنائي القناة آمن من الفشل، مع استخدام كل كمبيوتر لمجموعة مستقلة من أجهزة الاستشعار، تغييرًا جذريًا عن البنية المستخدمة في 737s منذ تقديم الطراز القديم 737-300 في الثمانينيات. حتى ماكس في نسخته السابقة للتأريض، يتناوب النظام بين أجهزة الكمبيوتر بعد كل رحلة. سمحت بنية جهازي الكمبيوتر بالتبديل أثناء الطيران إذا فشل الكمبيوتر العامل، مما أدى إلى زيادة التوافر. في الهندسة المعمارية المنقحة، طلبت شركة بوينغ من جهازي الكمبيوتر مراقبة بعضهما البعض حتى يتمكن كل منهما من فحص الآخر.

### مؤشر عطل نظام التقليم
في يناير 2020، أثناء اختبار الطيران، اكتشفت شركة بوينغ مشكلة في ضوء مؤشر نظام التقليم (Trim system)؛ تم إرجاع الخلل إلى «إعادة تصميم جهازي كمبيوتر الرحلة اللذين يتحكمان في 737 ماكس لجعلهما أكثر مقاومة للفشل». يمكن أن يظل المؤشر، الذي يشير إلى وجود مشكلة في نظام التقليم (Trim)، أطول مما هو مقصود حسب التصميم.

## تحديثات للعودة إلى الخدمة
في نوفمبر 2020، تطلب توجيه صلاحية الطيران إجراءات تصحيحية لقوانين التحكم في طيران الطائرة (الواردة في برنامج Speed Trim System):

- تتطلب قوانين التحكم في الطيران الجديدة الآن مدخلات من كل من مستشعرات (AoA) من أجل تنشيط «ماكاس». يقارنون أيضًا المدخلات من المستشعرين، وإذا كانت هذه المدخلات تختلف اختلافًا كبيرًا (أكبر من 5.5 درجة لفترة زمنية محددة)، فسيتم تعطيل نظام (Speed Trim System (STS))، والذي يتضمن «ماكاس»، لبقية الرحلة وتقدم إشارة مقابلة لهذا التعطيل على سطح الطيران.
- تسمح قوانين التحكم في الطيران الجديدة الآن بتنشيط واحد فقط لـ «ماكاس» لكل حدث (AoA) عالي الاستشعار، وتحد من حجم أي أمر «ماكاس» لتحريك المثبت الأفقي بحيث يحافظ الموضع الناتج للمثبت على قدرة طاقم الطائرة على التحكم في ميل الطائرة باستخدام عمود التحكم فقط. هذا يعني أن الطيار سيكون لديه سلطة تحكم كافية دون الحاجة إلى عمل مدخلات تقليم كهربائية أو يدوية.
- تتضمن قوانين التحكم في الطيران الجديدة أيضًا مراقبة سلامة جهاز الكمبيوتر للتحكم في الطيران (FCC) لأداء كل لجنة الاتصالات الفيدرالية ومراقبة عبر لجنة الاتصالات الفيدرالية، والتي تكتشف وتوقف أوامر قطع المثبت الخاطئة التي تم إنشاؤها بواسطة لجنة الاتصالات الفيدرالية (بما في ذلك «ماكاس»)

## روابط خارجية
- 60 Minutes Australia (5 مايو 2019). Rogue Boeing 737 Max planes 'with minds of their own' – عبر YouTube. MCAS was designed using data from only one of the sensors because we knew the FAA would not have certified a two sensor system without level D [simulator] training{{استشهاد بوسائط مرئية ومسموعة}}:  صيانة الاستشهاد: أسماء عددية: قائمة المؤلفين (link)
- فوكس (موقع ويب) (15 أبريل 2019). The real reason Boeing's new plane crashed twice – عبر Youtube.
- Mentour Pilot (19 أبريل 2019). Boeing 737 Unable to Trim!! Cockpit video (Full flight sim) – عبر Youtube.